# Nathaphop Kaewklang
Nathaphop Kaewklang (thailändisch ณฐภพ แก้วกลางง, * 14. September 2001 in Nakhon Ratchasima) ist ein thailändischer Fußballspieler.

## Karriere
Nathaphop Kaewklang erlernte das Fußballspielen in der Jugendmannschaft des Chainat City FC. Seit 2020 beim Chainat Hornbill FC unter Vertrag. Der Klub aus Chainat spielte in der zweithöchsten thailändischen Liga, der Thai League 2. Sein Zweitligadebüt gab er am 27. September 2020 beim Auswärtsspiel beim  Chiangmai FC. Hier wurde er in der 61. Minute für den Japaner Kazuki Murakami eingewechselt. Für Chainat absolvierte er insgesamt 27 Ligaspiele. Ende Dezember 2021 wurde sein Vertrag nicht verlängert. Im Januar 2022 wechselte er zum Drittligisten STK Muangnont FC. Mit dem Verein aus Ayutthaya spielte er zehnmal in der Bangkok Metropolitan Region der Liga. Im August 2022 kehrte er nach Chainat zurück. Nach drei Spielzeiten, in denen er 77 Ligaspiele bestritt, wechselte er im Juli 2025 zum Erstligisten Nakhon Ratchasima FC.